# Елеонора Форенца
Елеонора Форенца (итал. Eleonora Forenza; 10. новембар 1976) је италијански политичар, портпарол за културу и комуникације у партији комунистичке обнове. Такође је члан колектива Феминисте нове и члан је одбора међународног друштва Грамски. Форенца је дипломирала класичну и италијанску књижевност на универзитету у Барију, гдје је такође добила звање доктора филозофије.
На изборима за Европски парламент 2014, изабрана је за члана Европског парламента као кандидат партије Другачија Европа. 7. децембра 2016, Форенца је изабрана за кандидата од стране странке Европска уједињена левица — Нордијска зелена левица за предјседника Европског парламента. Избори су одржани 17. јануара 2017, за предсједника је изабран Антонио Тајани.